# Eduard Hölzel
Eduard Joseph Hölzel (8. října 1817 Praha – 21. prosince 1885 Salcburk) byl rakouský knihkupec a nakladatel. Založil nakladatelství Verlag Ed. Hölzel, které je činné dodnes (stav k roku 2022).

## Život
Narodil se v rodině pražského kupce a obchodníka železářským zbožím Johanna Thomase Hölzela (1788–1840) a matky Tekly (1798–??). Otec se zajímal rovněž o hudbu a výtvarné umění. Pro svého přítele Aloise Senefeldera zpracovával litografické šablony.
Matka mu zemřela, když mu bylo šest let. Otec se ořenil podruhé s Teklou Srbovou, dcerou z bohaté pivovarnické rodiny. S ní měl Johan Thomas Hölzel dalších pět dětí:
- Heinrich (nar. 1827), rovněž se vyučil knihkupcem
- Ernst (nar 1830)
- Marie, operní pěvkyně
- Emma, druhá manželka Romualda Promberga staršího [2]

Po maturitě na gymnáziu odešel do Prahy, kde se učil po čtyři roky v knihkupectví Borrosch & André. Následně se vydal na zkušenou a pracoval v knihkupectvích v Lipsku, Mohuči, Augsburgu, Würzburgu, ve Vídni a v Brně.
Byl vzdělaný muž se širokou škálou zájmů.
V roce 1844 přesídlil do Olomouce, kde založil knihkupectví. Zde se oženil dne 26. února 1848 s tehdy dvacetiletou Hedwigou Niemannovou (26. 10. 1827–1881), dcerou penzionovaného c. a k. důstojníka (Hauptmann) Heinricha Niemanna. Měli spolu devět dětí, z nichž jen několik přežilo dětství. Jedním z nich byl pozdější malíř Adolf Hölzel (1853–1934).
Od roku 1871 sídlilo jeho nakladatelství ve Vídni. Poslední rok svého života prožil jako vdovec v Salcburku, kde také zemřel. Pohřben byl ve Vídni.

## Vydavatel

### Činnost v Olomouci a dalších místech
Dne 13. září 1844 bylo oznámeno otevření "sortimentní knihkupectví" pod názvem Obchod s knihami, uměním a hudebninami Eduard Hölzel. Obchod byl otevřen dne 15. října 1844 na Horním náměstí č. 8. Finanční či jinou podporu mu v úvodu jeho činnosti poskytla knihkupectví Johanna Christopha Arnolda (Arnoldische Buchhandlung) z Lipska, Friedricha Jaspera z Vídně a knihkupectví Borrosch & André z Prahy. Díky svým znalostem oboru a podnikatelskému talentu začalo knihkupectví přes počáteční těžkosti vzkvétat. Mezi zákazníky patřiy osobnosti arcibiskupské kapituly, příslušníci moravské šlechty, bohatí měšťané (například bankéř Karl Anton Primavesi) i bohatí statkáři.
V revolučním roce 1848 začal vydávat rovněž noviny. Německojazyčný olomoucký deník Die Neue Zeit se stal populárními nejen na Moravě ale i v Moravském Slezsku. Redaktorem prvních šesti čísel byl Ignác Jan Hanuš. Noviny Hölzel vydával v letech 1848-1858, poté je předal Františku Slavíkovi.
Pokusil se vydávat také Sedlské noviny v českém jazyce, které byly určeny pro česky mluvící venkov a měly mít především vzdělávací účel. Jejich hlavním redaktorem byl Jan Helcelt. Noviny ale neuspěly a vyšly pouze dvě čísla.
Po roce 1848 otevřel pobočky svého knihkupectví v Novém Jičíně (1849), v Ostravě (1857), Šumperku (1858), Šternberku (1862), v Uherském Hradišti (1863) a v Přerově a v Kroměříži. Vedle knihkupecké činnosti začal i s činností nakladatelskou. Vydával například tehdy velmi populární litografické veduty českých a moravských měst.

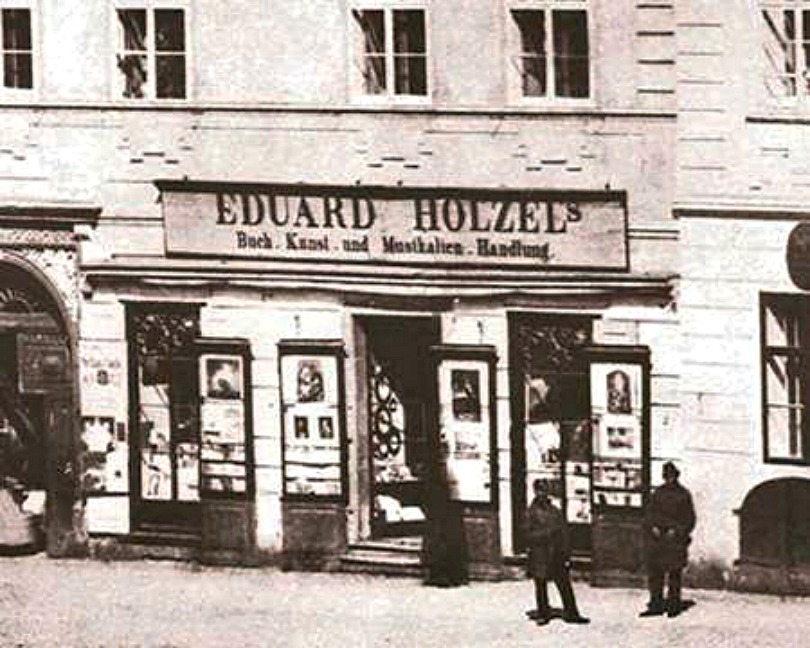
Hölzelovo knihkupectví v Olomouci.
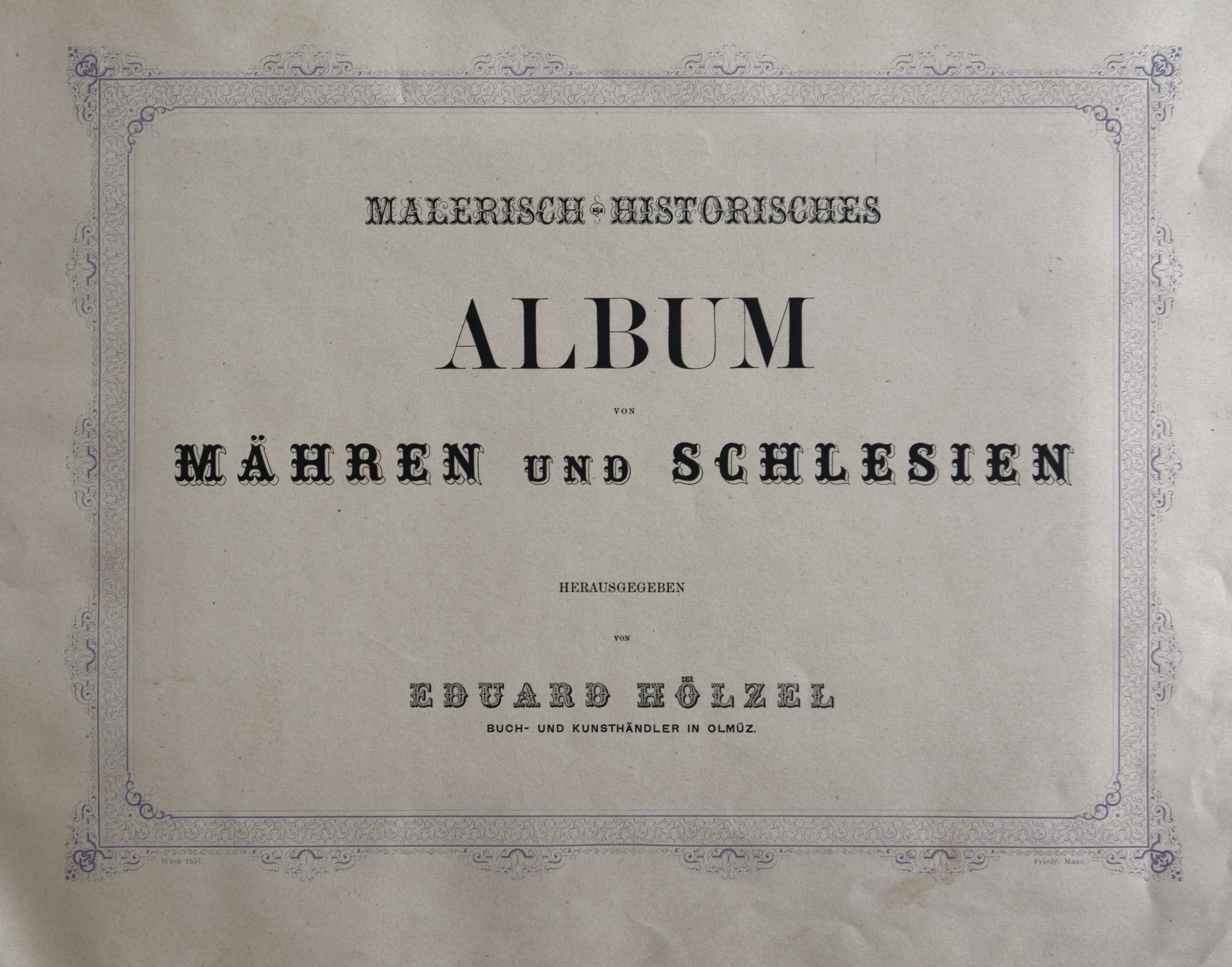
Titulní list luxusního výtisku publikace Malerisch-historisches Album von Mähren und Schlesien (1857–1860).
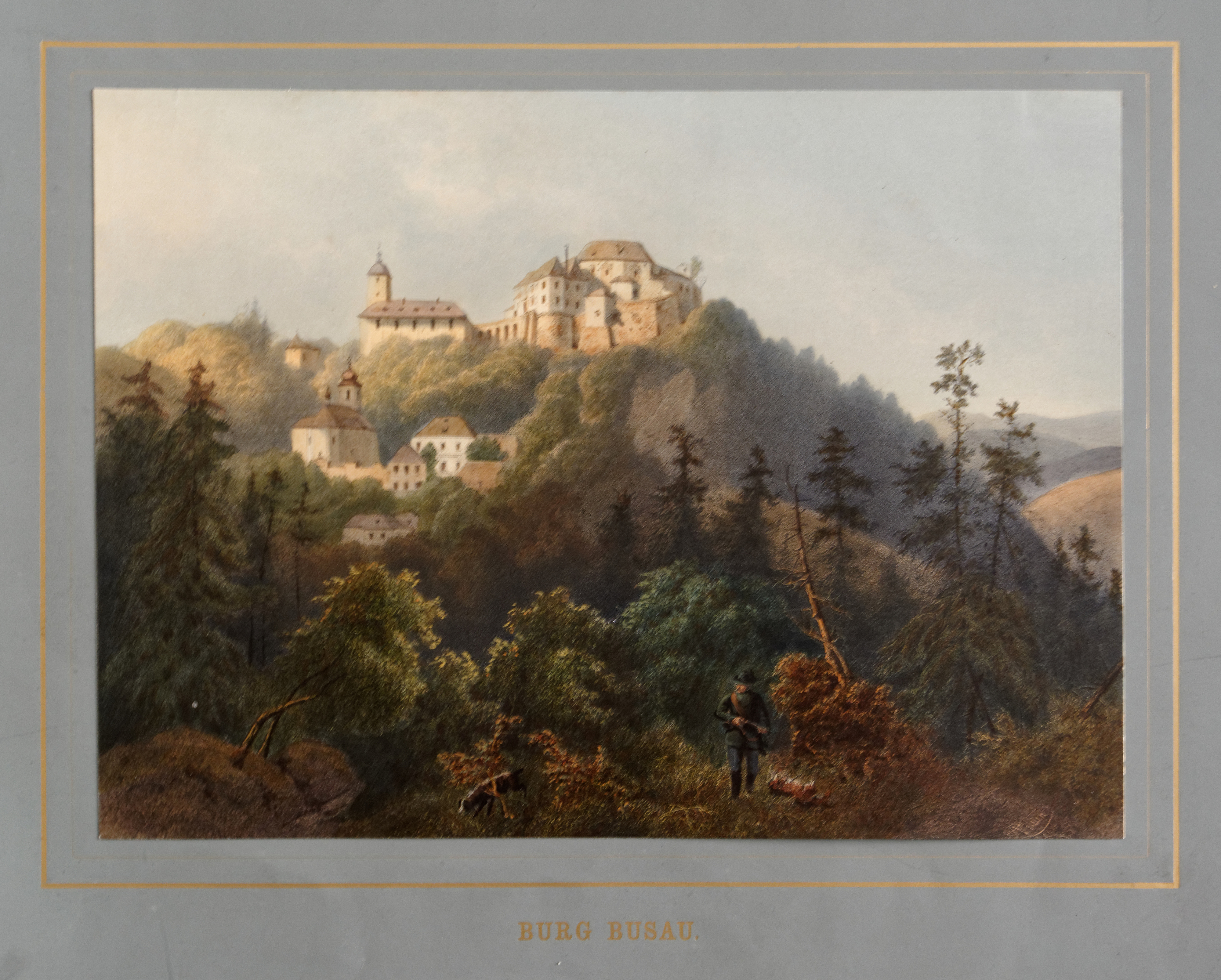
Hrad Bouzov z publikace Malerisch-historisches Album von Mähren und Schlesien (1857–1860). Barevná litografie Augusta Carla Hauna podle předlohy Františka Kalivody.

### Vývoj nakladatelství Eduard Hölzel
Od sedmdesátých let 19. století neslo nakladatelství název Eduard Hölzel, umělecké nakladatelství, umělecký ústav pro barevný olejotisk a zeměpisný ústav (Eduard Hölzel, Kunstverlag, Kunstanstalt für Oelfarbendruck und Geographisches Institut) a stalo se hlavním vydavatelem v oblasti školní kartografie a učebnic v Rakousko-Uhersku.
Eduard Hölzel byl viceprezidentem Olomoucké obchodní a hospodářské komory, předsedou Svazu rakouských knihkupců a později zástupcem ředitele Vídeňského knihkupeckého grémia. V roce 1871 přesídlil do Vídně. Hlavičkový firemní papír ze dne 28. října 1876 uvádí dvě adresy
- tiskárna, Louis Gasse 5 – dnes Mommsengasse,
- sklad, Kärntnerring 12 – dnes Ringstraße.

V roce 1877 obdrželo Nakladatelství Hölzel ve svém oboru, na Obchodní a průmyslové výstavě ve Vídni zlatou medaili.
V sedmdesátých letech 19. století se v Hölzelově olomouckém obchodě vyučil knihkupcem jeho synovec Romuald Promberger. Ten roku 1884 založil v Olomouci vlastní české knihkupectví.
Eduard Hölzel chtěl, aby nakladatelství převzali jeho synové Hugo a Adolf. Protože syn Hugo byl často nemocný, vkládal velkou nadějí do Adolfa a poslal ho v roce 1868 na stáž do německého kartografického nakladatelství Justus Perthes, Gotha. Adolf se ale obrátil k malířské kariéře a v roce 1876 odešel na Akademii výtvarných umění v Mnichově. Otec tedy předal v roce 1885 nakladatelství synu Hugovi a švagrovi Emilu Kosmackovi.
Nakladatelství bylo pod názvem Verlag Ed. Hölzel činné dp roku 2018. V roce 2018 se nakladatelství spojilo s nakladatelstvím MANZ Verlag Schulbuch a nadále působí pod názvem Hölzel Verlag GmbH.

## Významná ediční díla (výběr)

### Geografie a kartografie
- Karl Myrbach von Rheinfeld: Karte vom Olmützer-Kreise des Markgrafthumes Maehren (Mapa Olomouckého kraje, 1845), mapa ve 2 mapových listech : čb. ; 105 × 74 cm složeno na 53 × 74 cm.[9]
- Karel Kořistka: Die Kronländer der österreichischen Monarchie in ihren geographischen Verhältnissen. I. Band, Die Markgrafschaft Mähren und das Herzogthum Schlesien in ihren geographischen Verhältnissen / unter Mitwirkung mehrerer vaterländischer Naturforscher und Geographen (Popis Markrabství moravského a Vévodství slezského, 1860), součíástí publikace je generální mapa Moravy, další 4 mapy (mapa průmyslu, výškopisná mapa, geologická mapa, mapa národnostní), 12 černobílých dřevořezů a 5 barevných litografií.[10]
- Blaž Kocen: Visečí mapa Evropy [1861-1867], nástěnná mapa Evropy, českojazyčnou mapu upravil Matěj Radoslav Kovář[11]
- Karel Kořistka: General-karte des Königreiches Böhmen, (Mapa českého království, 1862)[12]
- Camillo Sitte: Plan der königl. Hauptstadt Olmütz (Sitteho plán Olomouce, 1895), urbanistický návrh na uspořádání Olomouce po zbourání hradeb.

### Kozennův atlas

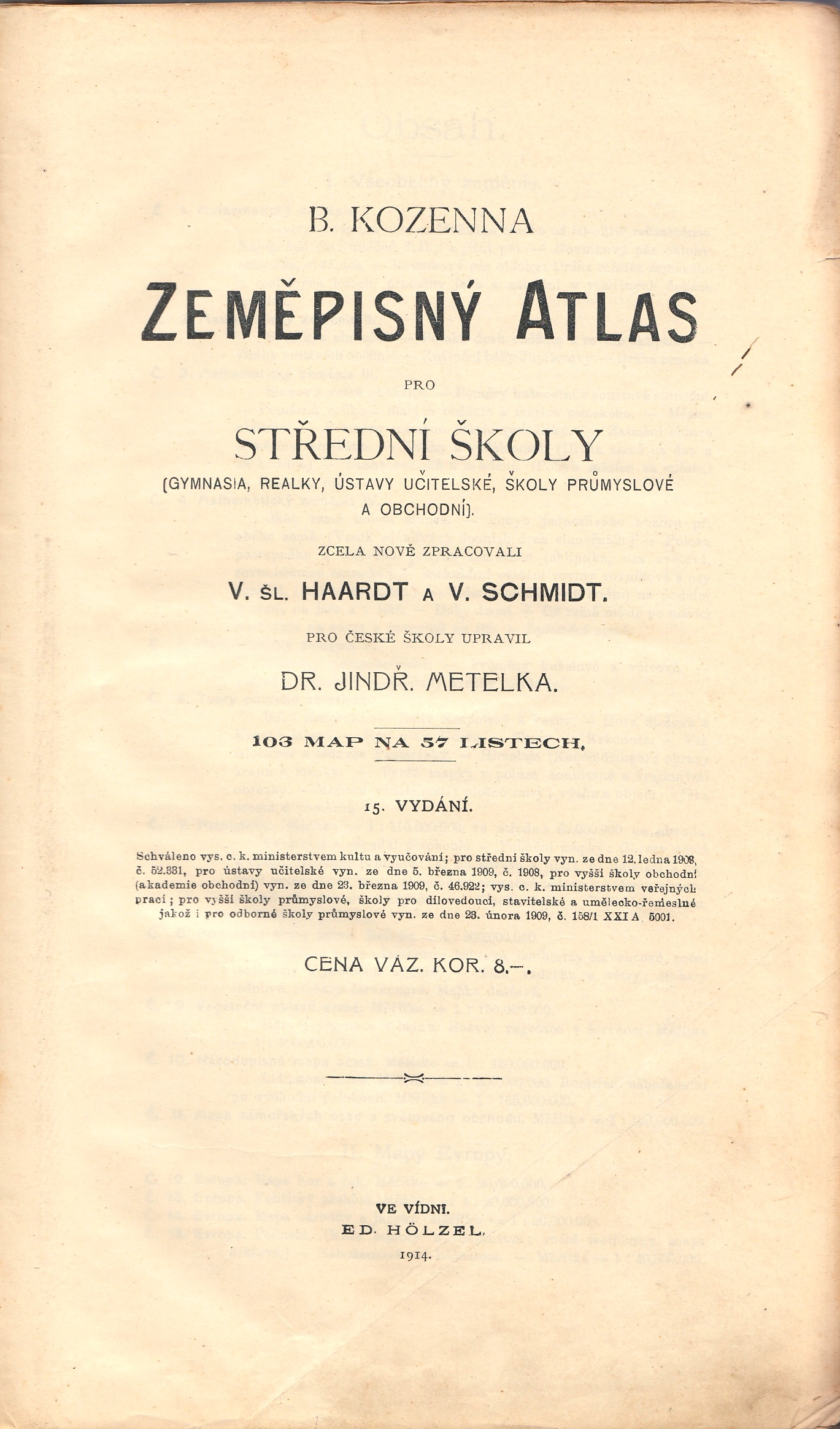
Titulni list Kozennova atlasu, 15. české vydání, 1914

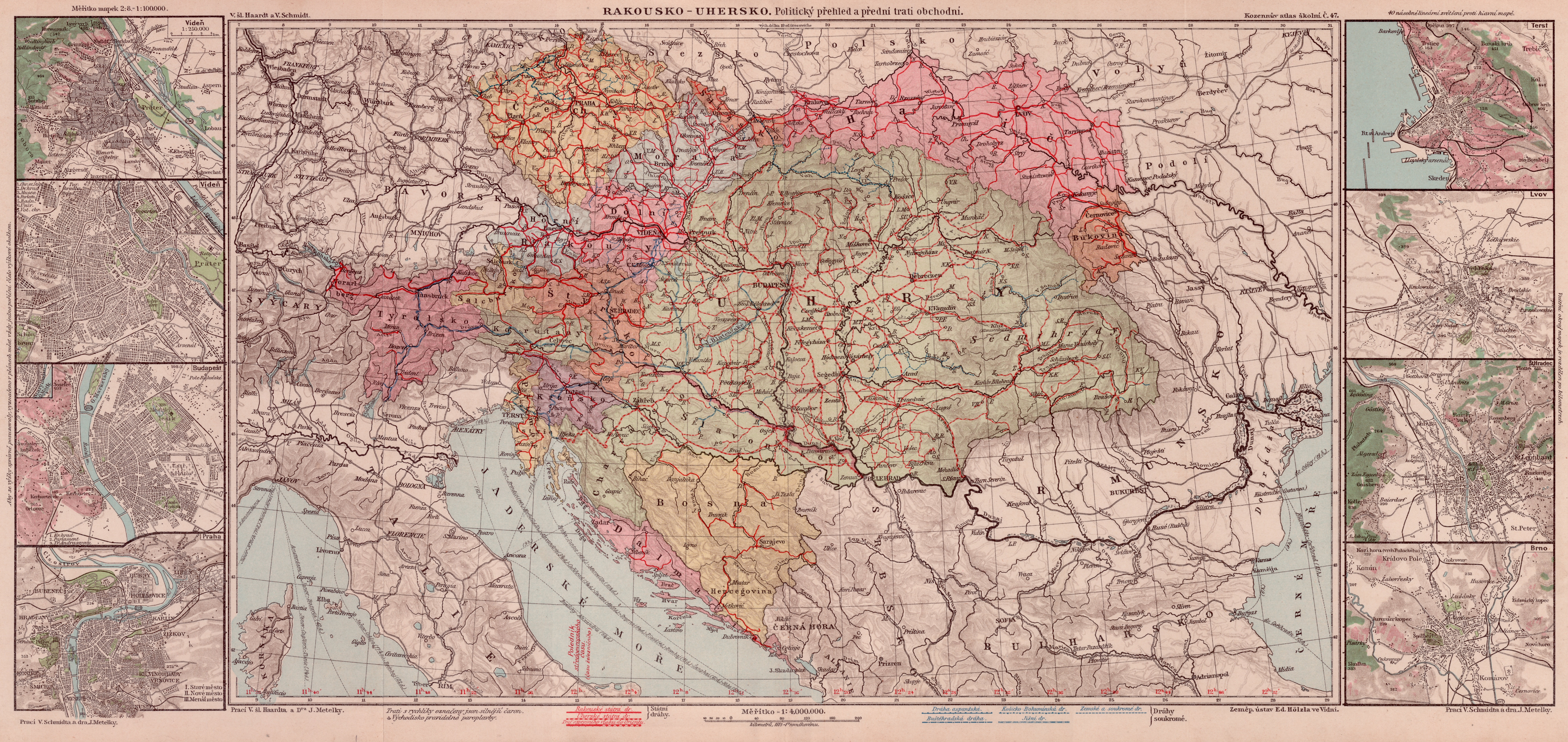
Kozennův atlas, mapa č. 47, Rakousko-Uhersko. Politický přehled a přední trati obchodní. 15. české vydání, 1914

#### Vznik Kozennova atlasu
V Olomouci se Hölzel seznámil s Blažejem Kozennem, který zde od roku 1858 učil na c. a k. německém vyšším gymnáziu. Přesvědčil jej, aby sestavil školní zeměpisný atlas, který tehdy v Rakousku chyběl. V roce 1861 získal Eduard Hölzel litografickou dílnu ve Vídni a zbudoval zde zeměpisný ústav a hlavní sídlo svého nakladatelství. Zde bylo v roce 1861 publikováno první vydání Kozennova školního atlasu jako "Školní atlas v 31 mapách pro gymnasie, reální a obchodní školy." (Geographischer Schulatlas für die Gymnasien, Real- und Handelsschulen der österreichischen Monarchie). Atlas měl 31 mapový list vytištěný barevnou litografií. Atlas byl vydán v němčině, maďarštině, češtině, polštině a chorvatštině, později také v italštině.
Z atlasu se stal bestseller rakouské školní kartografie. Vyšlo postupně několik "doplněných a opravených" vydání, jehož autory byli přední geografové a kartografové Vinzenz von Haardt, Friedrich Umlauft, Wilhelm Schmidt a Franz Heiderich. Vydání atlasu z roku 1900 sneslo srovnání s nejlepšími atlasy své doby. Toto a další vydání již s původním atlasem mají společný pouze název Kozennův školní atlas (Kozenn-Schulatlas), pod kterým vycházejí školní atlasy pro rakouské školy dodnes.

### Další atlasy
Od základního Kozennova atlasu pro střední školy byly odvozeny další školní atlasy:
- B. Kozennův Malý zeměpisný atlas k potřebám školním i obecným. (Kleiner geographischer Schul-Atlas.) 1862, česká verze 1863, upravil Josef Jireček. Tentokrát se jednalo skutečně o mapy s českým názvoslovím,
- Kozennův Horo-vodopisný atlas v devíti mapách. (B. Kozenn's Oro-hydrographischer Atlas in 9 Karten.) 1862 nebo 1863, česky 1865,
- Zeměpisný atlas ku potřebě ve školách středních i občanských. (Geographischer Schul-Atlas.). Českou verzi připravil Matěj Radoslav Kovář (1837–1872) – rok českého vydání 1868,
- Kozennův Zeměpis pro školy národní, na jazyk českoslovanský převedl Vilém Appelt,
- Zeměpisný atlas říše Rakousko-Uherské (Schul-Atlas der Österreichisch-Ungarisches Monarchie.), českou verzi zpracoval Jaroslav Zdeněk. České vydání 1886.

### Beletrie a odborné publikace
- Matěj Mikšíčekj: Sbjrka Powěstj morawských a slezských (1845)
- František Matouš Klácel: Bájky Bidpajowy, dva svazky (1846)
- Tomáš Bečák: Katolický kancionál (1847)

### Obrazové publikace
- Série šesti pohledů na Olomouc (ca 1848-1849), kreslil: Felix Philipp Kanitz, do litografie převedl František Xaver Sandmann, vytiskl Johann Rauh ve Vídni.
- Ferdinand Fiscali: Deutschlands Forstcultur-Pflanzen (1856), Ilustrace: 18 barevných litografických tabulí.
- Johann Friedrich Julius Schmidt, Die Eruption des Vesuv in ihren Phänomene im Mai 1855 nebst Ansichten und Profilen der Vulkane des phlegräischen Gebietes Roccamonfina’s und des Albaner Gebirges (1856), ilustrace: devět barevných litografií
- Malerisch-historische Skizzen aus Mähren und Schlesien (Vlastenecké album Moravy a Rakouského Slezska, 1857-1860). Dílo bylo vydáno ve dvou sekcích v sešitech po třech obrazech. Zákazník si mohl objednat jednotlivé sešity nebo celé dílo v elegantní vazbě. Album bylo vydáno ve třech verzích, nejlevnější s tónovanými litografiemi, druhá verze obsahovala kolorované litografie, třetí, nejluxusnější, pak barevné litografie v akvarelové úpravě. Základní podoba díla obsahuje 42 litografií, ke druhé sekci bylo později přidáno dalších šest obrazů, takže jednotlivé dochované exempláře díla se mohou v počtu obrazů lišit.[15]
- Malerisch-historisches Album vom Königreich Böhmen (do češtiny překládáno jako Vlastenecké album Království českého nebo Album vedut Království českého, 1857-1860). Podobně jako moravské album vycházelo dílo po jednotlivých sešitech a ve třech různých barevných provedeních. celkem vyšlo 48 obrazových tabulí.[16][17]
- Malerisch-historisches Album vom Schloss Eisgrub (Album lednického zámku, 1860), album obsahuje pět barevných litografií
- NOWAK, Adolf: Kirchliche Kunst-Denkmale aus Olmütz (Církoevní umělecké památky Olomouce, dva svazky 1890, 1892) Dílo obsahuje celkem 50 fotografií Salomona Wasservogela.

### Zeměpisné publikace
- VANĚK, František Eduard: Stručná vlastivěda Moravy a Slezska (1863)
- JUNKER, Wilhelm a BUCHTA, Richard: Dr. Wilh. Junkers Reisen in Afrika 1875-1886 (tři díly, 1889-1891)
- BAUMANN, Oscar: In Deutsch-Ostafrika während des Aufstandes : Reise der Dr. Meyerschen Expedition in Usambara (Německá východní Afrika během povstání, 1890)
- HESSE-WARTEGG, Ernst von: Mexiko Land und Leute : Reisen auf neuen Wegen durch das Aztekenland : Mit zahlreichen Abbildungen und einer Generalkarte Mexicos (Mexiko - země a lidé, dva díly, 1890)
- JEDINA-PALOMBINI, Leopold von: An Asiens Küsten und Fürstenhöfen : Tagebuchblätter von der Reisse Sr. Maj. Schiffes "Fasana" und über den Aufenthalt an asiatischen Höfen in den Jahren 1887, 1888 und 1889 / von Leopold von Jedina k.u.k. Linienschiffslieutenant (Zápisky z cesty po Asii, 1891)
- Friedrich Simony: Das Dachsteingebiet (Pohoří Dachstein, 1889)

### Noviny
- Sedlské noviny (1848)
- Die Neue Zeit (1848-1858[p 3])

## Výstava
V roce 2017 uspořádala Vědecká knihovna v Olomouci výstavu Eduard Hölzel: 1817–1885 k jeho dvoustému výročí narození. Výstava proběhla v Galerii Biblio (Vědecká knihovna v Olomouci), ve dnech 2. listopadu - 29. prosince 2017.